# Fata Morgana (film, 1971)
Pour les articles homonymes, voir Fata Morgana.
Pour plus de détails, voir Fiche technique et Distribution.
Fata Morgana est un film documentaire allemand réalisé par Werner Herzog, sorti en 1971.

## Synopsis
Le film fait se succéder les impressions documentaires, dont certaines sont mises en scène, sans chercher à développer un récit classique. Le film se partage en trois parties : Die Schöpfung (La création), Das Paradies (Le paradis) et Das goldene Zeitalter (L'âge d'or).

## Fiche technique
- Titre : Fata Morgana
- Réalisation : Werner Herzog
- Scénario : Werner Herzog
- Photographie : Jörg Schmidt-Reitwein
- Son : Werner Herzog
- Musique : Wolfgang Amadeus Mozart, Leonard Cohen, Blind Faith, The Third Ear Band
- Montage : Werner Herzog
- Production : Producteur
- Société de production : Werner Herzog Filmproduktion
- Pays d'origine :  Allemagne de l'Ouest
- Format : Couleurs  - 1,37:1  - Mono -  35 mm
- Durée : 79 minutes
- Dates de sortie :
  - 7 octobre 1971 à New York Film Festival
  - 1er février 1972 en Allemagne

## Distribution
- Lotte Eisner : narratrice